# Доменіко Монегаріо
Доменіко Монегаріо (італ. Domenico Monegario) (? — ?) — 6-й венеційський дож у 756—764 роках.

## Біографія
Його прізвище вказує на предка, який був ченцем (лат. monegarius) або карбувальником монет (лат. monetarius). Походив з Метамавкуму. Був представником морських купців і лідером «незалежної партії». Був обраний дожем за підтримки короля Ломбардії Дезидерія після повалення свого попередника Галли Лупаніо, представника «франкської партії». Але задля встановлення політичного балансу та обмеження влади дожа також було обрано двох трибунів з візантійської та франкської партії. Останні переобиралися щорічно. Невдовзі такий стан речей спричинив конфлікт нового дожа з трибунами.
За його правління з посиленням влади Дезидерія в Італії при одночасному зростанні авторитету римським пап та подальшим послабленням позицій Візантії в північній Італії. Все це відбивалося на внутрішній боротьбі в Венеційському дукаті. Разом з тим дож як представник морських торгівців зробив основним напрямком розвитку вдосконалення суднобудування для розширення торгівлі. Тепер венеційські торгівельні судна доходили до Іонічних островів та Леванту. Торгівля стала суттєво поповнювати скарбницю. 
У 764 році Монегаріо отримав листа від папи римського Павла I, який вимагав збільшення пожертвувань. Дож погодився, але такі дії спричинили повстання «візантійської партії», внаслідок якого його було усунено від влади, засліплено і заслано, як і двох його попередників.